# Masque funéraire de Touya
Le masque funéraire de Touya est le masque funéraire en cartonnage doré, pierres semi-précieuses et verre de la noble égyptienne Touya, qui était la mère de la grande épouse royale Tiyi, belle-mère du pharaon Amenhotep III (vers 1388-1350 av. J.-C.), grand-mère maternelle d'Akhenaton (vers 1350-1334 av. J.-C.) et arrière-grand-mère de Toutânkhamon (1332-1323 av. J.-C.),.
Le masque funéraire est décrit dans la formule no 151b du Livre des morts des Anciens Égyptiens comme un élément magique indispensable à la protection de la tête du défunt et identifie ses différentes parties à celles de diverses divinités égyptiennes ; une inscription sur le masque funéraire de Toutânkhamon se lit comme suit : « Beau est le visage qui est avec les dieux. Votre œil droit est dans la barque du soir [la barque solaire de Rê], votre œil gauche est dans la barque du jour, vos sourcils dans l'Ennéade. Ton front est [celui d'] Anubis, ta nuque est [celle d'] Horus, les touffes de tes cheveux [sont celles de] Ptah-Sokar. Tu te tiens devant Osiris [...]. »
Ce masque recouvrait la momie de la noble Touya, « chanteuse d'Hathor », « ornement royal », « surintendante des harems de Min » à Akhmîm et d'Amon à Thèbes. Avec son mari Youya, Touya a été enterrée dans la vallée des Rois, dans la tombe KV46 qui a été découverte le 5 février 1905 par James Edward Quibell, pour le compte du millionnaire Theodore Davis et de l'archéologue Arthur Weigall. Leur sépulture est la mieux conservée de celles découvertes avant le tombeau de Toutânkhamon (1922), leur arrière-petit-fils.
Le corps de Touya reposait dans une série de sarcophages en bois, dans lesquels le masque a été retrouvé brisé en deux parties ; il a été restauré en 1982. Les découvreurs ont eu du mal à enlever les bandages de lin qui le recouvraient, collés à la surface du masque par les onguents figés répandus par les anciens embaumeurs. Une partie des résines et des huiles maintenant noircies a survécu sur l'arrière.
Le visage de Touya est traversé par un sourire gracieux, animé par des yeux de quartz et de verre bleu avec des touches de rouge. Elle porte une lourde perruque rayée qui passe derrière ses oreilles et est maintenue en place par un bandeau floral. Ses seins sont entièrement recouverts par un grand pectoral composé de six rangées de verre polychrome serties, en alternance avec la dorure, en forme de pétale.

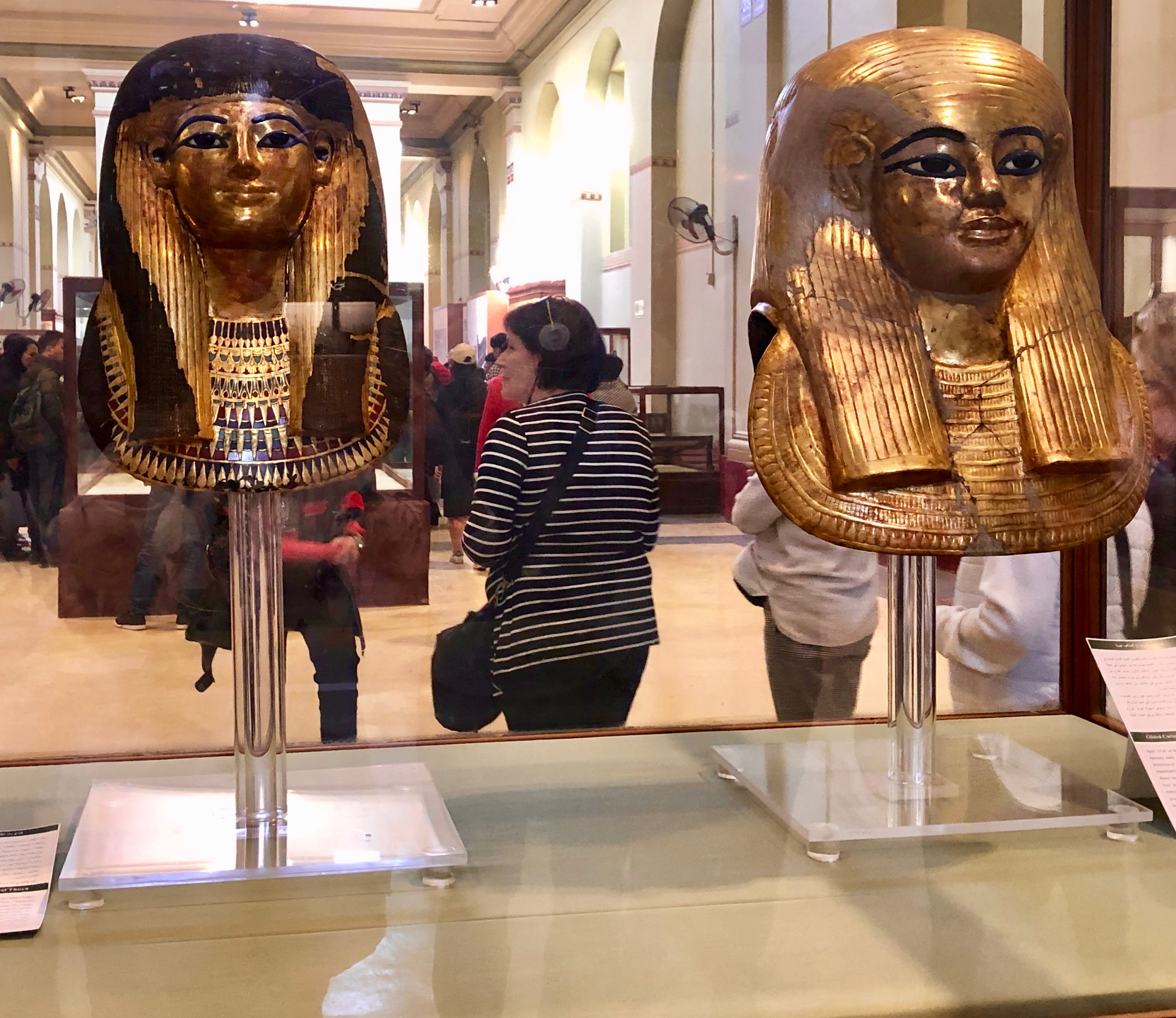
Le Caire, Musée égyptien du Caire, masques funéraires de Youya à droite et de Touya à gauche